# Blues & Rhythm
Blues & Rhythm ist ein britisches Magazin, das sich mit allen Aspekten der Blues- und Gospelmusik beschäftigt. Es wurde im Juli 1984 von Paul Vernon gegründet und gilt – neben ihrem amerikanischen Pendant Living Blues – als führende Zeitschrift für alle Aspekte der Erforschung von Blues und Rhythm & Blues (Blues der Vor- und Nachkriegszeit, Rhythm and Blues, Doo-Wop-Gesangsgruppen, Vintage Soul, Gospel und die zeitgenössische Bluesszene).
Blues & Rhythm sah sich als Ergänzung zu dem britischen Magazin Blues Unlimited, das jedoch bereits 1987 eingestellt wurde. Vorläufer waren zwei frühere Zeitschriften: Pickin’ the Blues von Mark Harris und Paul Vernons Sailor’s Delight.
Ursprünglich wurde Blues & Rhythm im A5-Format produziert, ab Ausgabe 19 dann im A4-Format. Blues & Rhythm erscheint sechsmal im Jahr mit 48 Seiten in Farbe.
2006 wurde das Blues & Rhythm Magazine in die Kategorie „Classics of Blues Literature“ der Blues Hall of Fame aufgenommen.